# Sierkapitaal

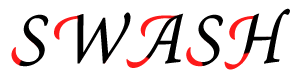
Versierde schreven in rood getekend

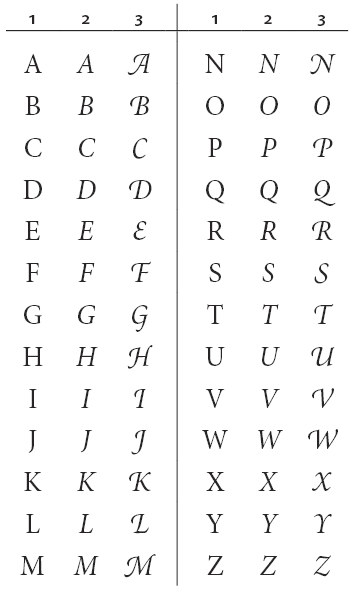
Minion Pro in sierkapitalen, in vergelijking met normaal (1), cursief (2) en sierkapitaal (3)

Sierkapitaal is typografische term voor een (hoofd)letterteken met versiersel, een soort overdreven schreef.
In het Engels wordt dit swash capital genoemd.
Sierkapitalen zijn aan de linkerkant versierd (zie het voorbeeld hiernaast) en werden veelal gebruikt aan het begin van alinea's.
Er bestaan ook kleine sierletters met versiersels aan de linkerkant voor aan het begin van woorden, en versiersels rechts voor aan het eind van woorden. Deze werden vroeger gebruikt om de regel beter uit te vullen in plaats van met witruimte op te vullen.
Er werden speciale ligaturen gemaakt, zoals voor de 'Q' met een sierstaart rechtsonder, waarnaast een kleine letter 'u' op één loodblokje stond. Zo ook voor de kleine letter 'g' met een staart aan de linkerkant, waarbij voorafgaande tekens boven de staart gecombineerd moesten worden.